# Musée archéologique national de Vulci
Pour les articles homonymes, voir Musée archéologique national.
Le Musée archéologique national de Vulci  (Museo archeologico nazionale di Vulci en italien) est le musée archéologique de la ville de Vulci, en province de Viterbe, dans le nord du Latium en Italie, consacré principalement aux vestiges étrusques, provenant des fouilles effectuées au XIXe siècle et jusqu'aux années 1940 dans les nécropoles de Vulci.

Vitrine de la salle du rez-de-chaussée.

## Historique
Le musée archéologique national de Vulci est installé depuis 1975 dans le Castello dell’Abbadia, à Canino.

## Collections
Le trousseau funéraire de la Tombe de la Panatenaica et plus généralement les vestiges des sites du Parco Archeologico Ambientale di Vulci sont exposés sur deux étages.

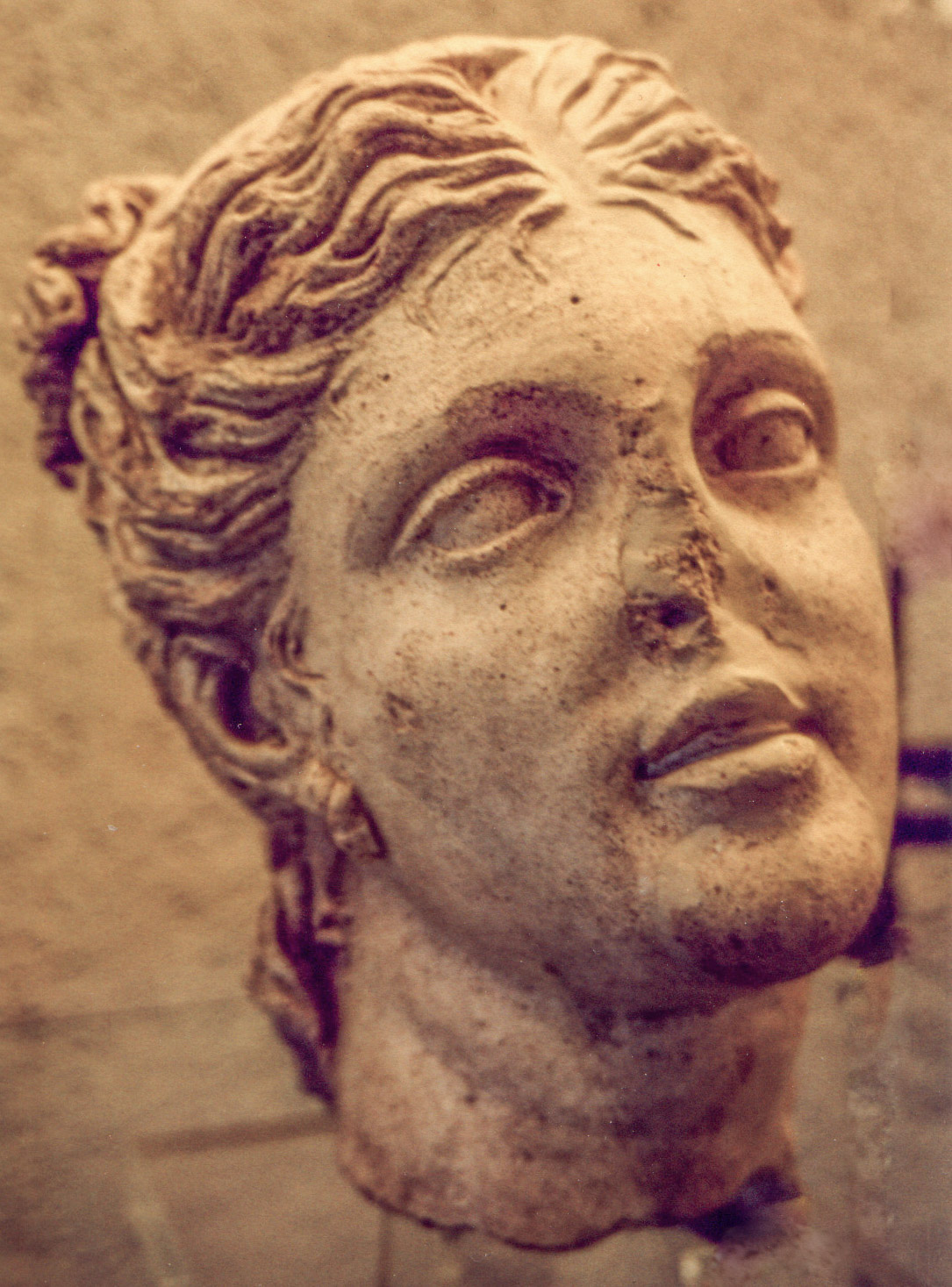
Visage féminin étrusque.
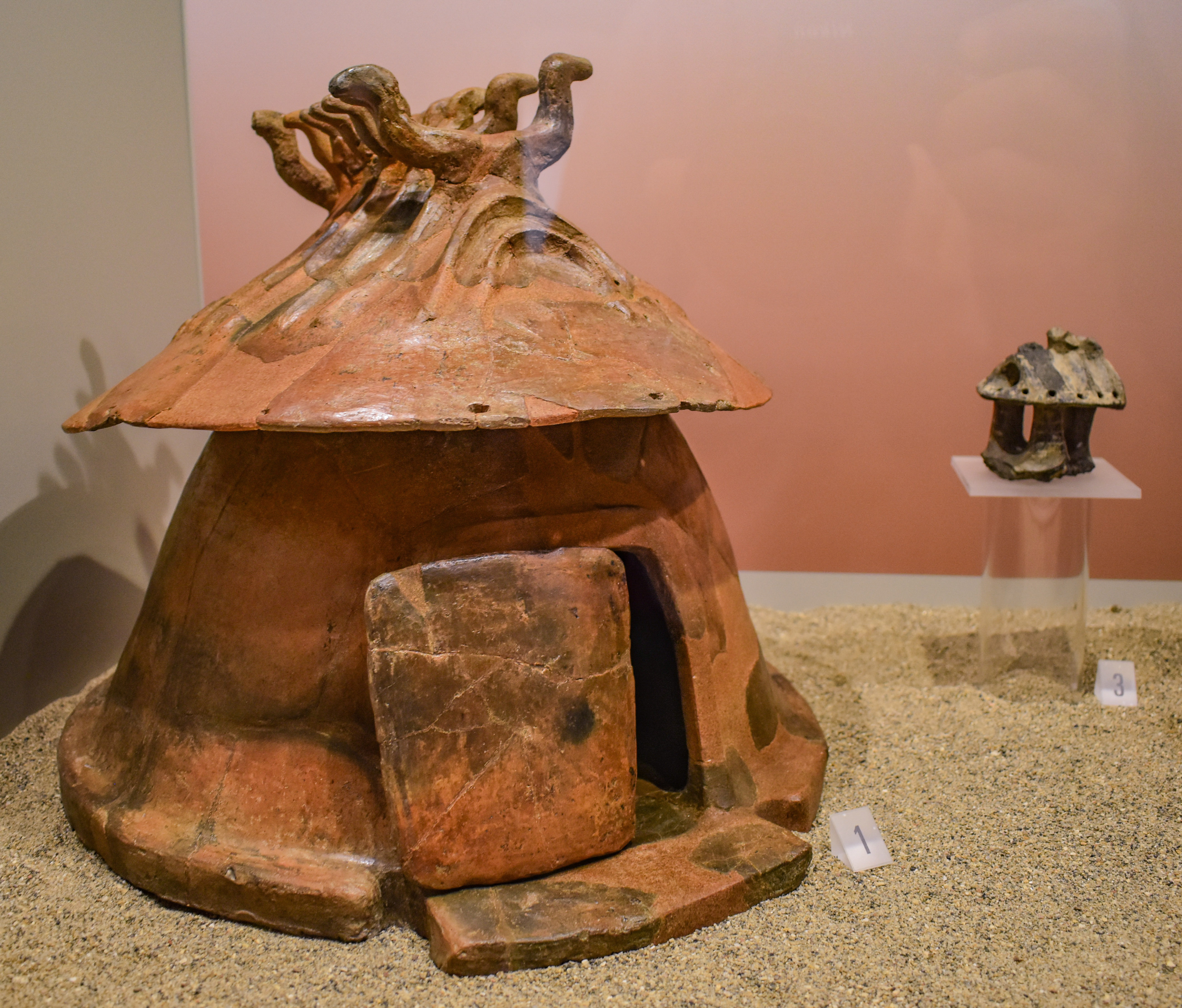
Urne funéraire cabaniforme.
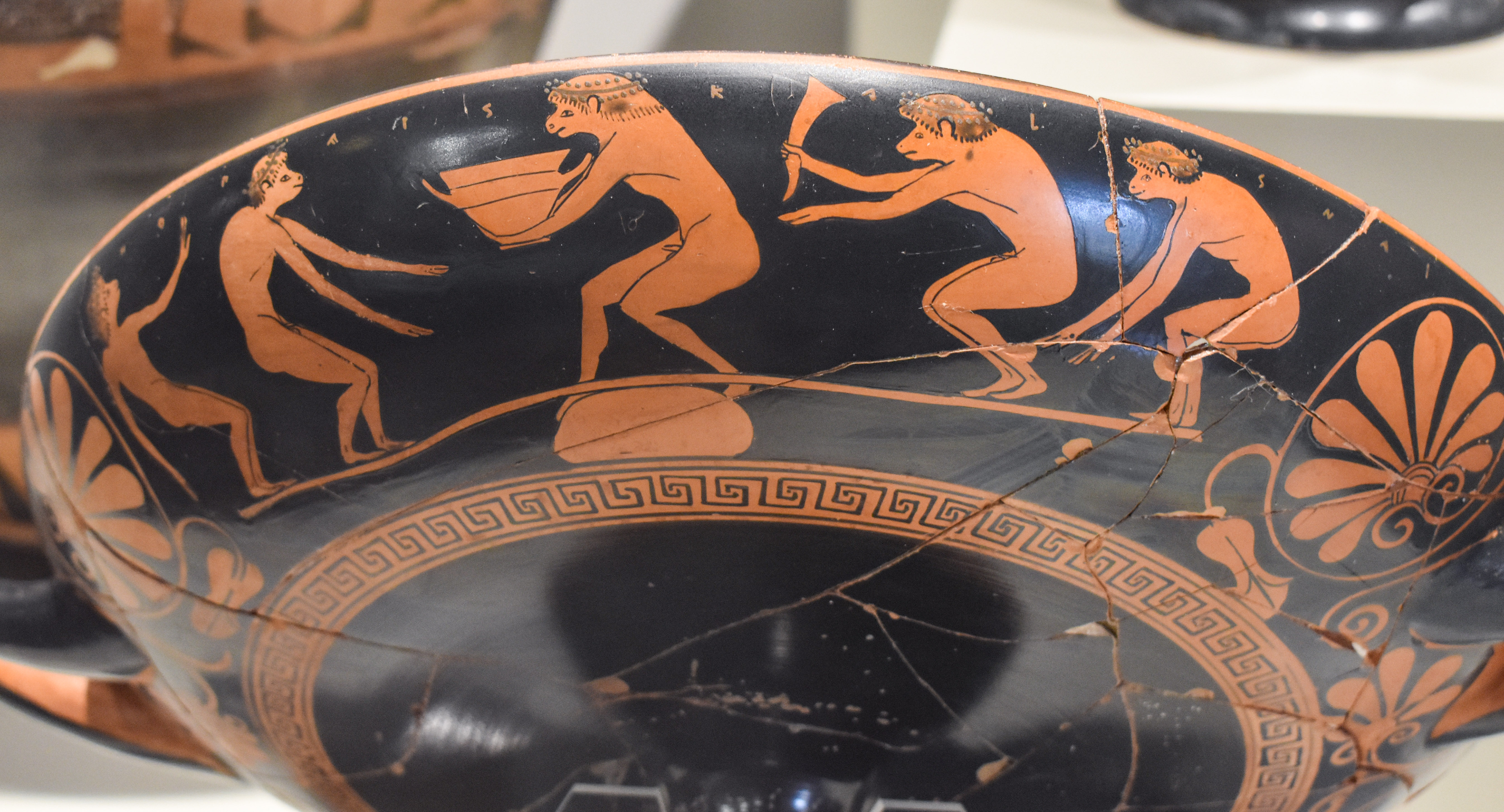
Kylis (tasse à boire) à figures rouges avec des "hommes-singes", provenant de la tombe panathénaïque de la nécropole d'Osteria. Peintre d'Euergidès, fin du VIe siècle av. J.-C.
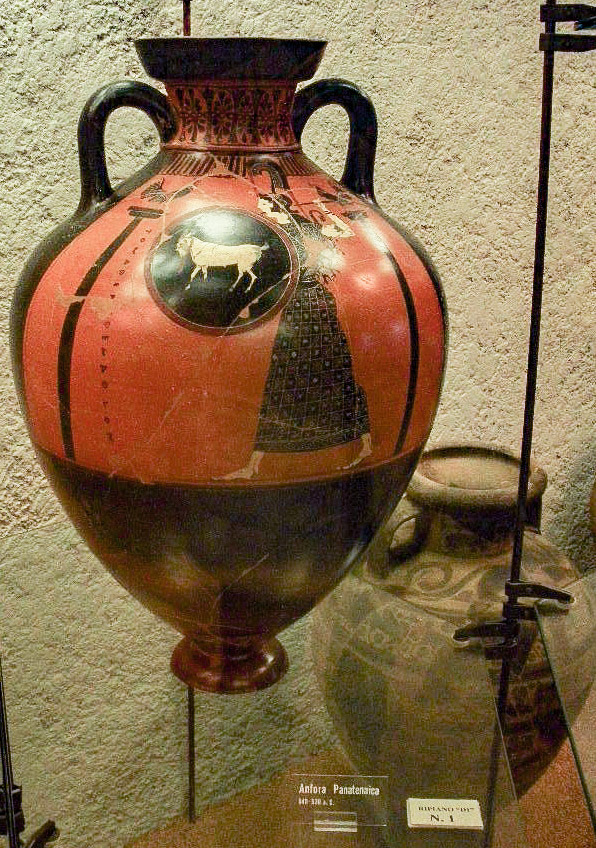
Amphore panathénaïque, provenant de la tombe dite panathénaïque (VIIe – VIe siècle av. J.-C.).
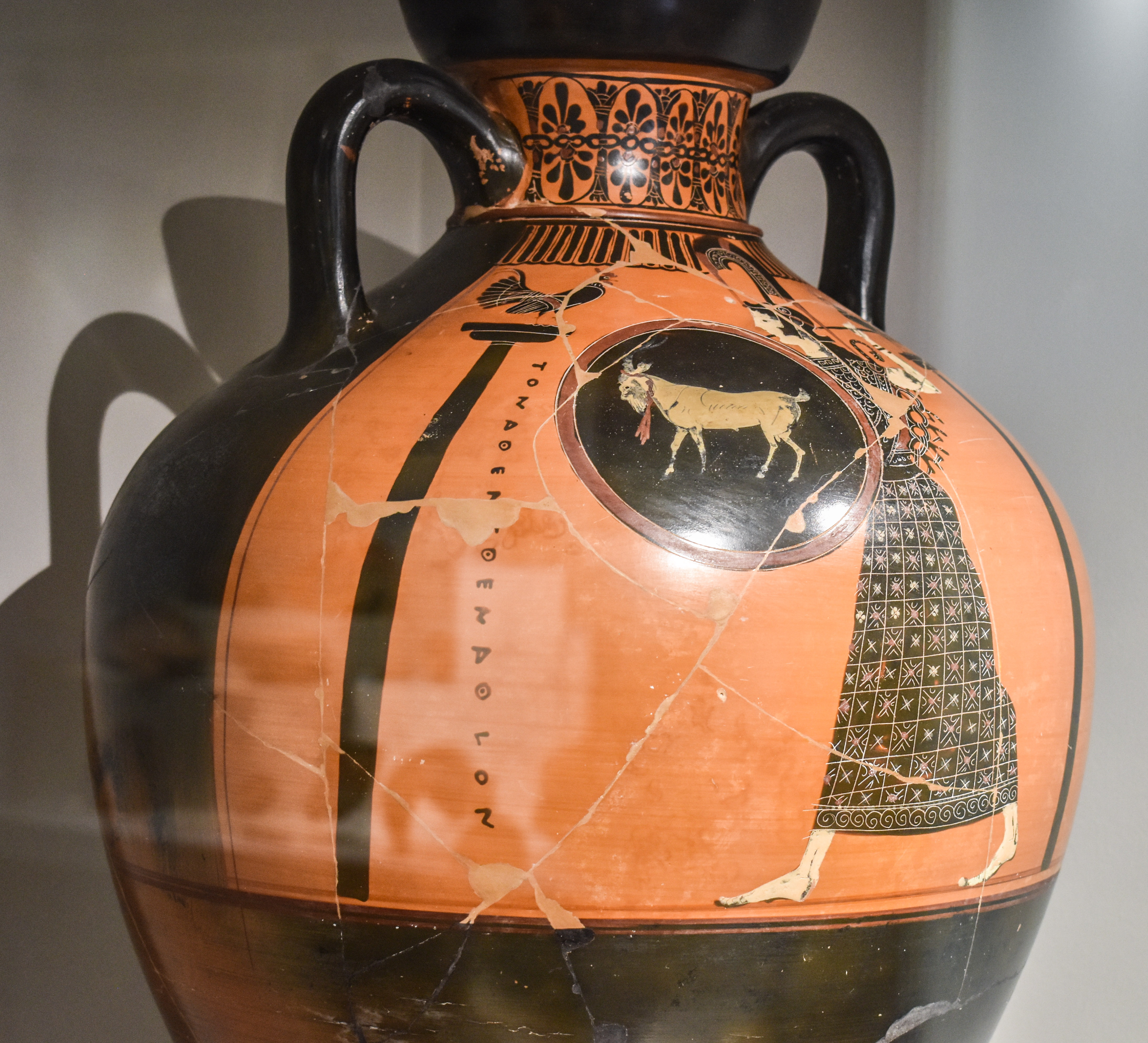
Détail de l'amphore panathénaïque, avec Athéna armée.
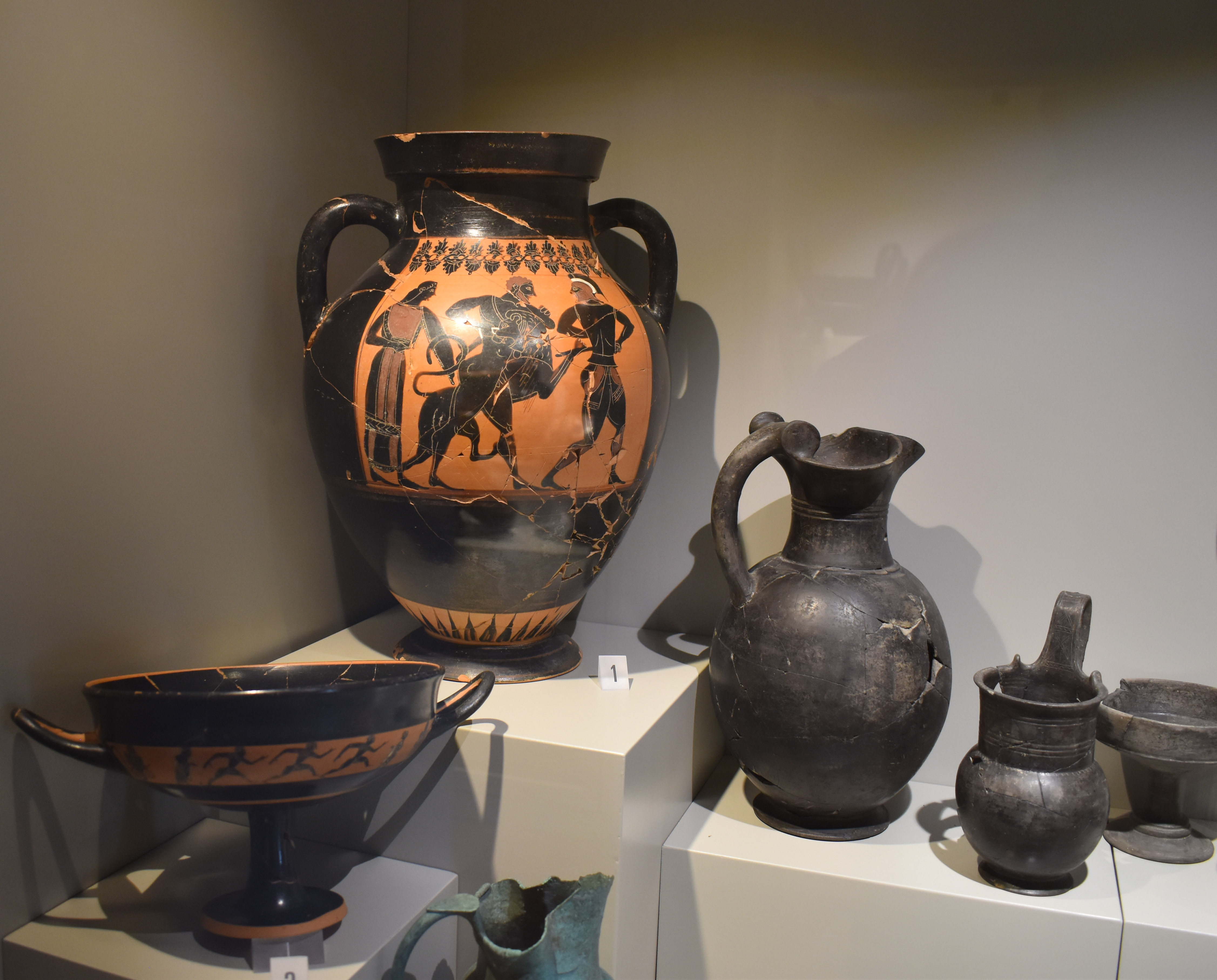
Objets de la zone de la Cuccimella. Seconde moitié du VIe siècle av. J.-C.
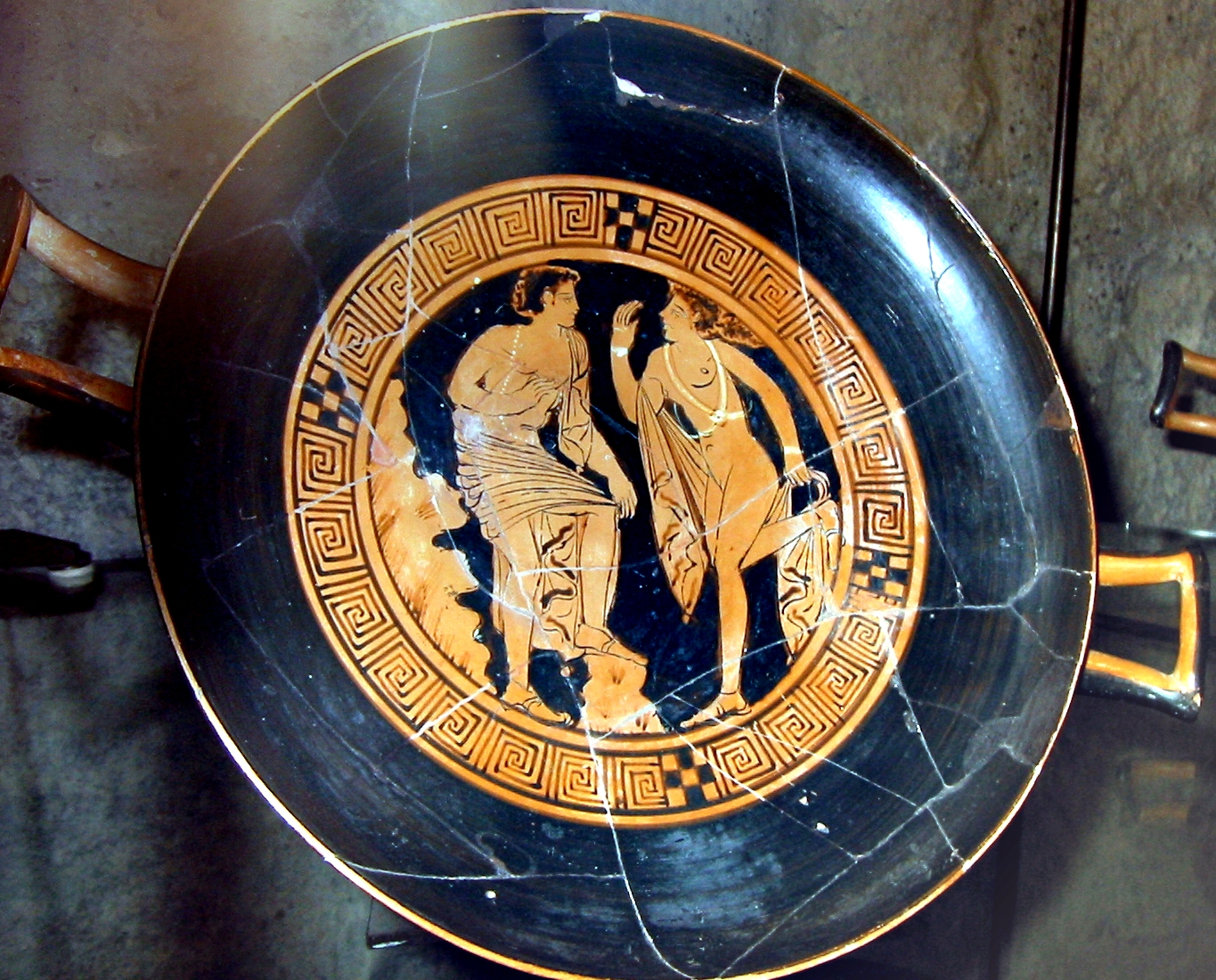
Kylix à figures rouges. Nécropole de Vulci, Ve siècle av. J.-C.